# Thạch Bình, Nho Quan
Thạch Bình là xã miền núi nằm ở huyện Nho Quan, tỉnh Ninh Bình.

## Địa lý
Xã Thạch Bình cách trung tâm thành phố Ninh Bình 32 km, có vị trí địa lý:
- Phía Nam giáp xã Phú Sơn và xã Gia Tường
- Các phía còn giáp tỉnh Hòa Bình.

Xã Thạch Bình có diện tích 24,57 km², dân số năm 2019 là 9.992 người, mật độ dân số đạt 407 người/km².
Đây là xã có diện tích lớn thứ 7 Ninh Bình, sau các xã Cúc Phương, Kỳ Phú, Quang Sơn, Phú Long, Yên Đồng, Gia Hòa.
Đây cũng là xã được công nhận Anh hùng lực lượng vũ trang nhân dân Lưu trữ ngày 15 tháng 3 năm 2016 tại Wayback Machine ở Ninh Bình.

## Lịch sử
Xã được thành lập theo quyết định số 199/QD ngày 22/7/1964 trên cơ sở tách từ xã Lạc Hồng.

## Văn hóa

### Lễ hội Sắc Bùa
Lễ hội Sắc Bùa là một lễ hội riêng có của đồng bào dân tộc Mường. Lễ hội được tổ chức để mừng năm mới, thường diễn xướng rộng lớn với số người tham gia đông. Phường bùa gồm 1 đội cồng có từ 10 đến 18 chiếc do 1 cồng mẹ làm lệnh, xung quanh là những người tham gia hội, các bên hát chúc tụng nhau trên nền nhạc của đội cồng. Sự kết hợp tinh tế vừa hát vừa có nền nhạc cồng chiêng và các trò chơi dân gian kèm theo như đẩy gậy, đi kheo, ném còn…, tạo ra không khí vui tươi, phấn khởi cho những người tham gia. Tất cả diễn xướng của hội đều được dùng bằng ngôn ngữ riêng của dân tộc Mường.

### Làng hoa Thạch Bình
Thạch Bình là xã có nhiều làng hoa nổi tiếng như: làng hoa Lạc Bình, làng hoa Vệ Chùa, làng hoa Đồi Dài, làng hoa thôn Lải. Diện tích trồng hoa của xã năm 2013 đạt khoảng 5 ha cung cấp cho thị trường Ninh Bình, Hòa Bình, nam Hà Nội. Các loài hoa thế mạnh của làng hoa Thạch Bình là cúc, dơn, huệ,...